# Rainer Künzel
Rainer H. F. Künzel (* 1. April 1942 in Berlin) ist ein deutscher Ökonom.

## Leben
Er erwarb 1967 den Diplom-Volkswirt. Nach der Promotion 1974 in Wirtschaftswissenschaften (Dr. rer. pol.) an der FU Berlin war er seit 1976 Professor für Wirtschaftstheorie in Osnabrück.